# Kondeskū
Kondeskū (persiska: كُندِشكوه, كَنَسكوه, كَنَسكو, كندسكوه, Kondeshkūh, Kondeskūh, كندسكو) är en ort i Iran.   Den ligger i provinsen Golestan, i den norra delen av landet, 400 km öster om huvudstaden Teheran. Kondeskū ligger 1 132 meter över havet och antalet invånare är 220.
Terrängen runt Kondeskū är kuperad åt sydost, men åt nordväst är den bergig. Terrängen runt Kondeskū sluttar norrut. Runt Kondeskū är det mycket glesbefolkat, med 5 invånare per kvadratkilometer. Närmaste större samhälle är Korang Kaftar, 13,3 km väster om Kondeskū. Omgivningarna runt Kondeskū är i huvudsak ett öppet busklandskap.